# Вильяуррутия, Хавьер
Хавьер Вильяуррутия (исп. Xavier Villaurrutia González; 27 марта 1903, Мехико — 25 декабря 1950, там же) — мексиканский поэт, драматург и переводчик, один из выдающихся представителей крупнейшей национальной литературно-художественной группы «Современники».

## Биография
По профессии юрист. Вместе с Сальвадором Ново создал и возглавлял журнал «Улисс» (1927—1928). Изучал театральное искусство в Йельском университете в 1935—1936. В 1937 возвратился в Мексику. В 1948 году получил премию за поэму «Гимн весне». Преподавал литературу в университете Мехико. Основал первый экспериментальный театр в Мексике. Переводил стихи Блейка, пьесы А. П. Чехова, французских драматургов. Испытал значительное влияние творчества Рамона Лопеса Веларде.
В 1955 в Мексике учреждена литературная премия имени Хавьера Вильяуррутии, среди лауреатов которой — Марио Бельятин, Хайме Сабинес, Аугусто Монтерросо, Серхио Питоль, Хосе Эмилио Пачеко, Карлос Фуэнтес, Хуан Рульфо, Альберто Руй-Санчес, Сальвадор Элисондо и другие.

## Сочинения
- Отражения (Reflejos) 1926
- Ночное море (Nocturno mar) 1927
- Ноктюрны (Nocturnos) 1933
- Ноктюрн розе 1937
- Сборник пьес «Светские действа» (Autos profanos) 1943
- Пьеса «Приглашение к смерти» (Invitación a la muerte) 1944
- Ностальгия по смерти (Nostalgia de la muerte) 1946
- Пьеса «Бедная Синяя Борода» 1946
- Оперное либретто «Мулатка из Кордовы» (La mulata de Córdoba) 1948
- Пьеса «Опасная игра» 1949
- Пьеса «Трагедия ошибок» (Tragedia de las equivocaciones) 1951

## На русском языке
- Поэты Мексики. Пер. с исп. Ред. коллегия: Е.Винокуров и др. Сост., предисл. и коммент. И Чежеговой. Худ. В. Суриков. М.: «Худож. лит.», 1975.- С.208- 221.
- Поэзия магов. Антология. Пер. с исп. Составитель В.Андреев. СПб.: Азбука-классика. 2003. — С. 302—308. ISBN 5-352-00423-6